# Tian Liang (Wasserspringer)
Tian Liang (chinesisch 田 亮, Pinyin Tián Liàng; * 26. August 1979 in Chongqing) ist ein ehemaliger chinesischer Wasserspringer und heutiger Schauspieler.

## Werdegang

### Sport
Mit acht Jahren wurde er 1987 in die Chongqing Sports School aufgenommen und gehörte noch im gleichen Jahr zur Provinzauswahl. 1993 wurde er in die Nationalmannschaft aufgenommen. 1994 konnte er seinen ersten Titel bei den Chinesischen Meisterschaften im Turmspringen gewinnen. Bei den Olympischen Sommerspielen 1996 nahm er erstmals im Turmspringen teil und erreichte den 4. Platz. Damit verpasste er die Medaillenränge nur knapp. Bei den Weltmeisterschaften 1998 in Perth gewann er im Synchronspringen vom 10-Meter-Turm die Goldmedaille und im Turmspringen die Silbermedaille. Zwei Jahre später konnte er bei den Olympischen Sommerspielen 2000 die Goldmedaille im Turmspringen und die Silbermedaille im Synchronturmspringen gemeinsam mit Hu Jia gewinnen. Bei den Weltmeisterschaften 2001 in Fukuoka konnte er in beiden Disziplinen die Goldmedaille gewinnen. 2003 konnte er diesen Erfolg jedoch bei den Weltmeisterschaften in Barcelona nicht wiederholen und gewann dort in beiden Disziplinen nur die Bronzemedaille. Bei den Olympischen Sommerspielen 2004 in Athen gewann er noch einmal gemeinsam mit Yang Jinghui im Synchron-Turmspringen die Goldmedaille sowie im Turmspringen die Bronzemedaille
Am 25. März 2007 gab Tian Liang bekannt, vom aktiven Sport zurückzutreten. Am 29. Juli 2008 wurde dann kurz vor den Olympischen Sommerspielen 2008 in Peking der Rücktritt vom aktiven Sport durch das Chinesische Olympische Komitee bestätigt.
Nach seiner aktiven Karriere bekam Tian Liang vermehrt Angebote aus der Filmbranche. Seit April steht er für die chinesische Fernsehserie Lei Feng vor der Kamera und spielt dort die gleichnamige Hauptrolle. Zudem gehörte Tian Liang zu den Fackelläufern für die Olympischen Sommerspiele 2008.

### Schauspiel
Seit dem Ende seiner Sportlerlaufbahn ist Tian Liang als Schauspieler aktiv. Sein erster Film war Chut sui fu yung (dt. Fantastische Nixen), welcher 2010 erschien. 2011 übernahm er die Rolle des Fang Zhencong in Mei li ren sheng (A Beautiful Life). 2013 hatte er eine Rolle in Badges of Fury.

## Privates
Tian Liang ist seit 2007 mit der Gewinnerin der Casting-Show „Super Girl“ Ye Yiqian verheiratet. Gemeinsam haben sie zwei Kinder.